# چچو
چچو (به لاتین: Trzechowo) یک سکونتگاه مسکونی در لهستان است که در Gmina Kaliska واقع شده‌است.